# ジョゼ・モウリーニョ
ジョゼ・モウリーニョ（José Mourinho）こと、ジョゼ・マリオ・ドス・サントス・モウリーニョ・フェリックス OIH（José Mário dos Santos Mourinho Félix、1963年1月26日 - ）は、ポルトガル・セトゥーバル出身の元アマチュアサッカー選手、現サッカー指導者。現役時代のポジションはミッドフィールダー。

## 概要
監督として唯一UEFAチーム・オブ・ザ・イヤーに4度選ばれている。また過去に5人しか達成していない、異なる2つのチームを欧州王者に導いた監督のうちの1人であり、監督としてイングランド、イタリア、スペインのリーグ戦と国内カップ戦（プレミアリーグ、セリエA、プリメーラ・ディビシオン）優勝を成し遂げるなど、数々の偉業を達成させた希代の名将としても知られる。また、UEFAチャンピオンズリーグ、UEFAヨーロッパリーグ、UEFAヨーロッパカンファレンスリーグの3つの国際タイトル全てを獲得した唯一の監督である（2023年時点）。
ポルトガル語での発音（ポルトガル語発音: [ʒuˈzɛ moˈɾiɲu]）に近い日本語表記はジュゼ・ムリーニュ。

## 経歴
父親のフェリックス・モウリーニョは元ポルトガル代表のゴールキーパーで、少年時代は父親にチームのスパイとして使われ、試合相手のチームの弱点などを探ってくる役目を与えられていたという。裕福な家庭の生まれで、使用人もいたようである。1980年にポルトガル2部でサッカー選手としてのキャリアをスタートさせ、1987年まで2部の各クラブを渡り歩いた。ポルトガルのユース代表に選出されたこともあるが、故障により、本人曰く「三流だった」選手生活を早々切り上げた。

### 通訳・アシスタントコーチ時代
引退後、リスボン工科大学でスポーツ科学を学び、イギリスではコーチングコースに参加した。リスボンにおいて体育教師として働きながら、ユースチームの指導者やスカウト、コーチとしてしばらくの間働いた。
1992年にボビー・ロブソンがスポルティングCPの監督に就任した際に通訳としてスタッフ入りし、1993年にはアシスタント・コーチとなった。以降厚い信頼を受けてロブソンとともにFCポルト、バルセロナといったクラブで通訳(バルセロナではアシスタントコーチ)を務める。ロブソンがバルセロナを去った後、監督に就いたルイ・ファン・ハールのアシスタントコーチも経験した。この時期のバルセロナには、後に監督としてのライバルとなるジョゼップ・グアルディオラも選手として所属していた。

### ポルトガル時代
2000-01シーズンにポルトガルの古豪ベンフィカの監督に就任した。不調だったクラブを建て直し、ライバルのスポルティングCPを3-0で破るなど順調なスタートを切った。しかし、会長交代劇などの内紛によりそのスポルティングCP戦までの8試合の指揮を執った後、自ら退任した。なお、このシーズンのベンフィカは6位でクラブ史上最低の順位だった。
2001-02シーズン、リーグ中位のウニオン・レイリアの監督に就任。19試合で9勝7分3敗という好成績で、辞任した時点では4位であった。

#### FCポルト
シーズン途中の2002年1月、当時不調に喘いでいた名門FCポルトに引き抜かれる。彼は残りの試合を15戦11勝2分2敗で乗り切り、低迷していた名門の順位を最終的に3位まで上昇させた。ポルト監督就任時、彼は不遜にも「（中位に甘んじる）このクラブを来年チャンピオンにしてみせる」と宣言し、メディアの冷笑を買ったが、彼はそれ以上の偉業を翌年以降成し遂げることとなる。
2002-03シーズン、モウリーニョに率いられたポルトは快進撃を続け、スーペル・リーガ、ポルトガルカップのタイトルを獲得。さらにUEFAカップ決勝でもセルティックFCを延長の末に下し、三冠を達成。指導者として国際的に注目され始めた。
2003-04シーズンには、圧倒的な強さでリーグ二連覇を成し遂げる。ポルトガルカップは決勝でベンフィカに延長の末敗れたが、UEFAチャンピオンズリーグでは、決勝でASモナコを3-0で下し制覇。ポルトを17年ぶりのヨーロッパチャンピオンに導き、より一層評価を上げた。

### チェルシー（第一次）

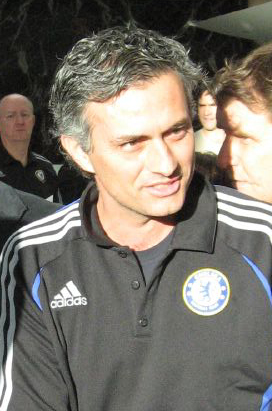
チェルシー時代（2007年2月）

2004年、イングランドプレミアリーグのチェルシーFCの監督に就任すると、最初のシーズンに最多勝点記録95で50年振りにリーグを制し、フットボールリーグカップも優勝した。2シーズン目となった2005-06シーズンもチェルシーはリーグを制し、2006-07シーズンはリーグは2位に終わったものの、FAカップとリーグカップの2冠を達成した。クラブオーナーのロマン・アブラモヴィッチとの不和が報道される中、2007年9月に退任した。
2006-07シーズンはFAカップ、リーグカップのカップ・ダブルを達成するが、24人前後という少数精鋭で戦うチームであった為、怪我人の対応に後手を踏んだ。2006年10月14日に行われたレディング戦で頭蓋骨の陥没骨折という大怪我を負った守護神のペトル・チェフを筆頭に、主将のジョン・テリーや同じイングランド代表の主力だったアシュリー・コールといったDF陣を中心とした実に10人近くの主力が相次ぐ故障に倒れ冬の移籍市場でDFの補強を要求するモウリーニョと、補強をしようとしない経営陣との対立が表面化。「このチームにスターは存在しない。一致団結したチームこそスターだ」というモウリーニョ・イズムは崩れ、「報道を忘れる必要がある」と否定する姿勢を見せず、同シーズン限りでチームの監督を辞するのではという憶測が流れた。モウリーニョ自身は「2010年の契約満了まで自分から辞める事はない」と明言。だが、クラブオーナーであるロマン・アブラモヴィッチの態度は不明瞭であり解任の噂が絶えなかった。結局史上5チーム目の3連覇が懸かっていたリーグ戦では、テリーが欠場した（18節～25節）試合は4勝3分け1敗で、総失点24のうち10失点がこの時期に奪われたのもあり、優勝したマンチェスター・ユナイテッドに6ポイント差を付けられて2位に終わった。そして、2007年9月15日に行われたプレミアリーグのブラックバーン・ローバーズ戦や、2007年9月18日に行われたUEFAチャンピオンズリーグで、ノルウェー・エリテセリエンの王者・ローゼンボリ戦といった勝ちを計算出来た筈の2試合をいずれも引き分けたのが決定打となり、2007年9月20日、チェルシーとの契約解除が公式ホームページ上で発表された。モウリーニョとクラブ側双方合意の上でのものだったが、事実上の解任であった。後任には、アヴラム・グラントが就任。このシーズン、クラブ史上初めてUEFAチャンピオンズリーグ決勝に進出を果たすも、サポーターから「モウリーニョの遺産」と揶揄されていた｡

### チェルシー退団後
チェルシーを退団してフリーの身となった際、各国クラブから監督就任の打診を受けているが、モウリーニョが要求する高額な年俸がネックになっているとされ、いずれも噂の域を出なかった。
そんな中、2007年11月にイングランド代表のEURO2008予選敗退を受け解任されたスティーブ・マクラーレンの後任最有力候補であると報道された。しかし、この件については、モウリーニョとFA幹部との三者会談の後、代理人を介して「素晴らしい仕事だとは思うが、熟考の末、イングランド代表監督候補になっても身を引くことにした。」と声明を発表し、代表監督就任を辞退している（なお、イングランド代表監督の後任にはファビオ・カペッロが就任した）。

### インテル

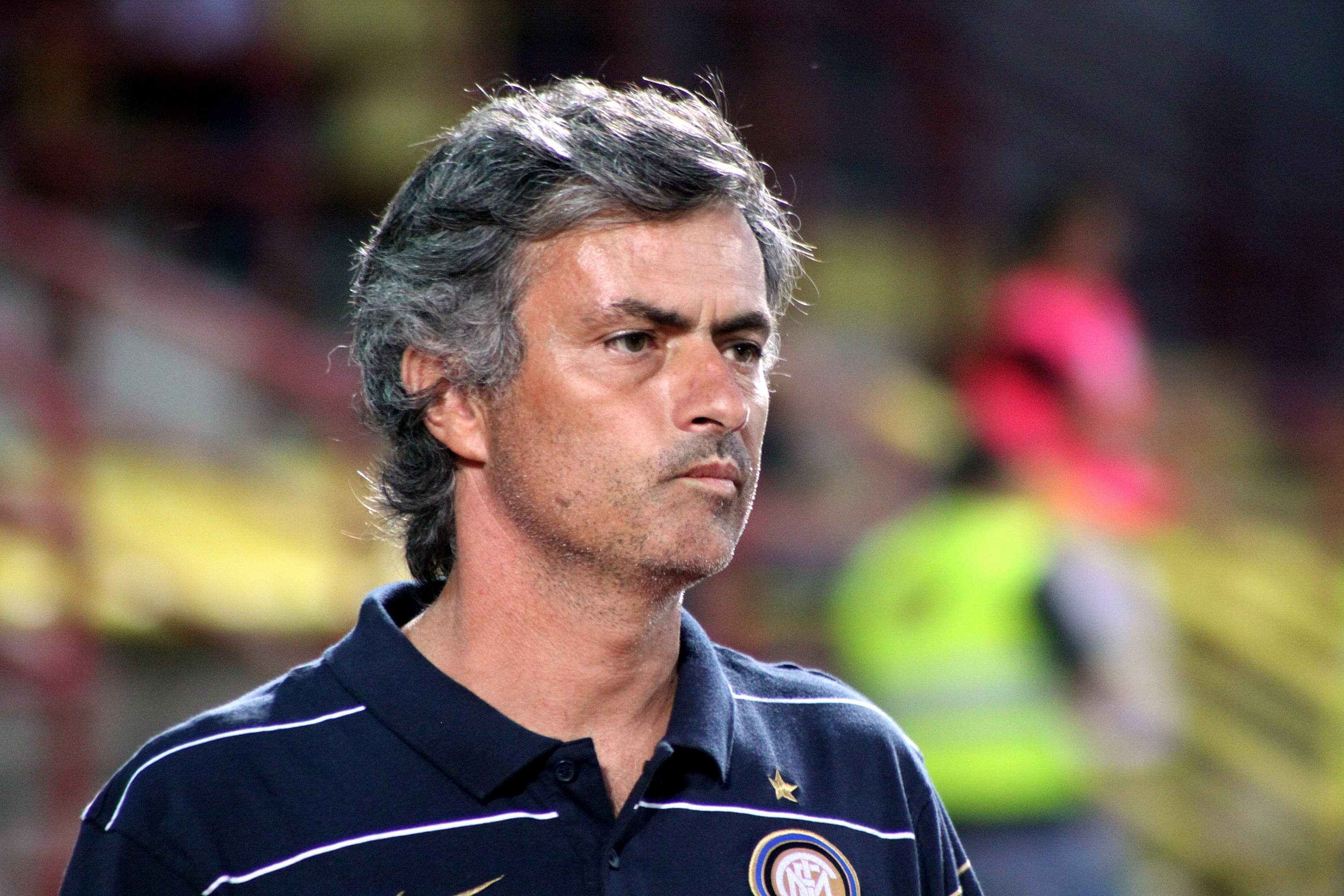
インテル時代のモウリーニョ。この年、三冠を獲得

その後も引く手数多の状態が続いていたが、2008年6月2日、解任されたロベルト・マンチーニ監督の後任としてイタリア・セリエAのインテル監督就任が発表された。2008-09シーズンは就任3ヶ月でスーペルコッパ・イタリアーナを制すると、リーグでも優勝を果たし二冠を達成した。一方でチャンピオンズリーグではマンチーニ時代から3年連続となるベスト16止まりであった。しかし、翌2009-10シーズンはチェルシー、CSKAモスクワ、バルセロナ、そしてかつての師であるルイス・ファン・ハール率いるバイエルン・ミュンヘン等の各国の強豪（しかもCSKA以外の3チームはこの年の各国リーグ王者）を破り45年ぶりのチャンピオンズリーグ優勝を果たした。2つの異なるクラブを率いて欧州チャンピオンとなったのは、2020年までではエルンスト・ハッペル、オットマー・ヒッツフェルト、ユップ・ハインケス、カルロ・アンチェロッティ、モウリーニョの5人のみである。そして同年のセリエA、コッパ・イタリアも制し、イタリア史上初の三冠に導いた。この実績が評価され、2010年のFIFA最優秀監督賞を受賞することになる。しかし、この三冠を達成した優勝記者会見でインテル監督を辞任すると発言し、2010年5月28日にモラッティとペレス両会長の直接会談により、レアル・マドリードがインテルに違約金を支払う形で残り2年の契約が解除された。

### レアル・マドリード
2010年5月31日、レアル・マドリードの監督就任が発表された。契約期間は4年。就任初年度は序盤から好調を維持してリーグ戦首位にたったものの、監督就任後初となるエル・クラシコで5-0の大敗を喫して2位に転落した。驚異的なペースで勝ち点を積み重ねるFCバルセロナに及ばずリーグ戦2位に終わった。それでもUEFAチャンピオンズリーグでは6年連続でベスト16止まりだったチームをベスト4にまで進出させ、コパ・デル・レイでは決勝でFCバルセロナを1-0で破り、18年ぶりの優勝を果たしてバルセロナのトレブルを阻止した。
2011-12シーズンは、ほぼ毎試合圧倒的な攻撃力で大差をつけるゲームを披露してリーグ戦を独走。2012年2月26日のラーヨ・バジェカーノ戦に勝利し、プリメーラ・ディビシオン通算50勝を、史上最速となる62試合で達成した。終盤にはライバルのFCバルセロナに猛追されたものの、アウェーでの直接対決で勝利して突き放し、優勝を成し遂げた。この結果、欧州3大リーグ(プレミアリーグ、セリエA、プリメーラ・ディビシオン)優勝を成し遂げた史上初の監督となり、欧州の4カ国の1部リーグ優勝を果たした2人目（1人目はジョバンニ・トラパットーニ）、異なる4カ国でリーグタイトルを制した4人目の監督（トミスラフ・イヴィッチ、エルンスト・ハッペル、トラパットーニに続く）となった。
2012-13シーズンは、スーペルコパ・デ・エスパーニャでバルセロナを破りスペインスーパーカップを制覇。チャンピオンズリーグでは3年連続で準決勝に進出するもボルシア・ドルトムントに敗退。リーグ戦では序盤戦での取りこぼしが響き連覇を逃すと、コパ・デル・レイ決勝でもアトレティコ・マドリードに敗れ2年ぶりの優勝を逃すなど、リーグとカップ戦では無冠に終わった。シーズン終了後の2013年5月20日、クラブ側との合意で契約を解消し、マドリードを退団した。

### チェルシー（第二次）
2013年6月3日、4年契約を結びチェルシーに復帰したことが発表された。同年夏の移籍市場ではマーク・シュワルツァー、アンドレ・シュールレ、インテル時代の教え子サミュエル・エトオらを獲得した。2013-14シーズンのプレミアリーグでは上位チーム相手には勝負強さを見せつけたものの、下位チーム相手の取りこぼしが祟り、3位に終わった。モウリーニョ自身がそれまで持っていたホームスタンフォード・ブリッジでの無敗記録も、2014年4月20日のサンダーランド戦に敗れたことで77試合で止まった。リーグカップでは準々決勝でそのサンダーランドに、FAカップでは5回戦でマンチェスター・シティに敗れた。UEFAヨーロッパリーグ王者として臨んだUEFAスーパーカップでは、ジョゼップ・グアルディオラ率いるUEFAチャンピオンズリーグ王者のバイエルン・ミュンヘンと対戦し、延長戦の末敗れた。UEFAチャンピオンズリーグでは、準決勝で前年レアル時代に国王杯決勝で敗れたディエゴ・シメオネ率いるアトレティコ・マドリードと対戦。第1戦はスコアレスドローに終わり、ロンドンでの第2戦は36分に古巣対決でもあるフェルナンド・トーレスのゴールで先制したがその8分後にアドリアン・ロペスに同点弾を叩き込まれ2試合合計でアウェーゴールの関係上逆転されて前半を折り返すと、後半ジエゴ・コスタにPKを沈められた後前掛かりになった所をアルダ・トゥランに突かれ勝負あり。2戦合計1-3で敗れ、リベンジを果たせなかった。FAコミュニティ・シールドにはチェルシーは出場していないので、2001-02シーズンのウニオン・レイリア時代以来12シーズンぶり、ポルトやチェルシーのようなビッグクラブを率いるようになった2003年以来では初めての無冠に終わった。
復帰2年目の2014-15シーズンはロメル・ルカクやフェルナンド・トーレスやダヴィド・ルイスを放出したものの、前年度のCLファイナリストであるアトレティコ・マドリードからジエゴ・コスタとフィリペ・ルイスを獲得し、レンタル移籍していたベルギー代表GKティボ・クルトゥワが復帰した。さらにFCバルセロナからスペイン代表MFセスク・ファブレガスを、ガラタサライSKからかつての教え子であるコートジボワール代表FWディディエ・ドログバを、クイーンズ・パーク・レンジャーズFCからフランス代表FWロイク・レミーを獲得し、チームの層をより厚くした。キャピタル・ワン・カップを制し、さらに独走状態でチェルシーの5シーズンぶり5度目のリーグ優勝に貢献し、二冠を達成した。
2015-16シーズンはスペイン代表FWペドロ・ロドリゲスやコロンビア代表FWラダメル・ファルカオらを獲得したものの、その一方で補強リストに載せていたジョン・ストーンズの獲得に失敗。開幕前にウェイトオーバーを申告したジエゴ・コスタやアザールら主力の不振に主将のテリーの衰え等で、開幕から11試合で6敗と絶不調に陥り、第16節の時点で4勝3分9敗の16位と大苦戦。また開幕戦にあたるスウォンジー・シティ戦で2-2のスコアで迎えた試合終盤にドクターのエバ・カルネイロがアザールの負傷で駆け付けた際にカルネイロに怒りをぶちまけ試合後に「ドクターだろうと用具係だろうと、ベンチにいる以上はフットボールを理解しなければならない、馬鹿正直だった。」と非難した。チャンピオンズリーグではグループGを首位通過するも、12月18日、成績不振を理由に解任された。

### マンチェスター・ユナイテッド
2016年5月27日、マンチェスター・ユナイテッドはジョゼ・モウリーニョと2016-17シーズンから2019年6月30日までとなる3年契約、さらに4年目の2020年6月30日までとなる契約更新のオプションがついた条件を締結すると発表。移籍市場ではユヴェントスからポール・ポグバ、ボルシア・ドルトムントからヘンリク・ムヒタリアン、ビジャレアルCFからエリック・バイリー、パリ・サンジェルマンFCからズラタン・イブラヒモヴィッチを獲得し大金を注ぎ込んだ。8月7日、FAコミュニティ・シールドで昨シーズンリーグ王者のレスター・シティFCを破り、マンチェスター・ユナイテッドで初タイトルを獲得。守備面ではプレミアリーグ2位の29失点と堅守を披露したものの、攻撃面ではPSGからフリーで獲得したイブラヒモヴィッチに依存し、得点力不足を露呈。そのため90分では勝ち切ることができず、プレミアリーグではクラブ新記録の25戦連続無敗を達成する一方で引き分けがリーグ最多の15試合となって勝ち点を伸ばせずに6位でフィニッシュ。しかし一発勝負であったり、2試合180分を戦えば勝てるようになり、EFLカップで優勝。さらにはヨーロッパリーグも決勝まで順当に勝ち進んで決勝もアヤックスに2-0で完封勝利し、クラブ初のEL優勝を達成。同時に、CLとELの両方を複数チームで制した史上初の監督となった。
しかし、2018-19シーズンには不振に陥り、リヴァプールに1-3で敗れたことが引き金となり2018年12月18日にマンチェスター・ユナイテッドの監督を解任された。

### トッテナム・ホットスパー
2019年11月20日、トッテナム・ホットスパーFCの監督に就任することが発表された。契約は2022-23シーズン終了まで。2019年11月23日、就任から3日後にアウェーでのウェストハム・ユナイテッドとの試合で白星を挙げ、好調なスタートを切った。なお、トッテナムにとってアウェイでの勝利は同年5月8日のチャンピオンズリーグ2018-19シーズン準決勝のアヤックス戦以来、リーグ戦に限れば1月20日のフラム戦以来のことであった。就任後初のCLかつホーム戦となるグループ5節オリンピアコス戦では2点を先取されるも、29分という早い時間の交代で流れを引き寄せ、4点を奪って逆転勝利した。年始頃からエースのケインを含む複数の主力選手が相次いで負傷離脱する不運に見舞われ、2020年3月10日のRBライプツィヒ戦に敗れた時点で監督キャリア最長の6戦連続勝利なしを記録するなど苦境に陥ったが、ここで新型コロナウィルス感染拡大によりリーグ戦が中断し、6月のリーグ戦再開をほぼフルメンバーで迎えた。7月6日の33節エヴァートン戦に勝利し、プレミアリーグの歴史では5人目となる通算200勝を達成した。リーグ戦通算326試合での同記録達成は元マンチェスター・ユナイテッド監督のアレックス・ファーガソンが記録した322試合に次いで2番目の早さである。7月15日の第36節ニューカッスル戦にアウェイで3-1と勝利し、監督キャリアでの同クラブとのアウェイ戦8試合目にして初めての勝利を挙げた。リーグ戦の再開後、9試合を5勝3分1敗とし、最終節で6位に滑り込み来季のUEFAヨーロッパリーグ出場権を獲得した。リーグカップには就任前に敗退しており、FAカップではラウンド16でノリッジ・シティにPK戦で敗れ、CLではラウンド16でRBライプツィヒに0-4で敗れて就任初年度は無冠に終わった。
2020-21シーズンを前にピエール・エミール・ホイビュルクやマット・ドハーティなど総勢7人の大型補強を行い開幕を迎えた。プレミアリーグ開幕節のエヴァートンFC戦に敗れ、キャリアを通じての同リーグ開幕戦11試合目にして初めての黒星を記録した。しかしその後は1週間4試合ペースの過密日程を8試合無敗で乗り切るなど持ち直し、10月4日にはマンチェスター・ユナイテッドをアウェイで6-1で破った。11月のリーグ戦4試合ではマンチェスター・シティを破るなど3勝1分の好成績でチームを首位争いに導き、同月の最優秀監督賞を受賞した。しかし年末頃からは失速し、カラバオカップでは決勝に進出したものの2月のFAカップ5次ラウンドでエヴァートンに敗れ、3月にはELのラウンド16でディナモ・ザグレブに逆転敗退を喫し、またリーグ後半戦ではビッグ6との直接対決で全敗するなどして32節終了時点で7位と低迷した。2021年4月19日、数日後にカラバオカップ決勝を控えていたにもかかわらず、モウリーニョ及び彼のコーチ陣は解任された。ポルト就任以降、彼が無冠で去ったクラブはトッテナムが初めてであった。

### ASローマ
2021年5月4日、2021-22シーズンよりASローマの監督に就任することが発表された。2021-22シーズンはリーグ戦を6位で終え、UEFAヨーロッパリーグ出場権を獲得した。UEFAヨーロッパカンファレンスリーグでは決勝でフェイエノールトを破り優勝を果たし、現在開催されている欧州3カップを全て制した初めての監督となった。
2022-23シーズンはリーグ戦を6位で終え、UEFAヨーロッパリーグ出場権を獲得した。2022年5月31日、UEFAヨーロッパリーグでは決勝でPK戦の末、セビージャに敗れ、準優勝となった。
2023-24シーズンはセリエA開幕6戦でわずか1勝と低迷した。その後、復調するも怪我人の多発や戦力不足、資金難による補強不足などから再び不調に陥り、リーグ戦20試合で8勝5分け7敗勝ち点29の9位と低迷した。第20節のミラン戦に敗戦後、2024年1月16日にASローマの監督を成績不振の理由から電撃解任された。

### フェネルバフチェSK
2024年6月2日、トルコ1部リーグに所属しているフェネルバフチェSKの監督に就任した。

## 監督成績
2024年6月7日現在
| クラブ                       | 国               | 就任           | 退任           | 記録 | 記録 | 記録 | 記録 | 記録   |
| クラブ                       | 国               | 就任           | 退任           | 試   | 勝   | 分   | 敗   | 勝率 % |
| ---------------------------- | ---------------- | -------------- | -------------- | ---- | ---- | ---- | ---- | ------ |
| ベンフィカ                   | ポルトガルの旗   | 2000年9月20日  | 2000年12月5日  | 11   | 6    | 3    | 2    | 054.55 |
| ウニオン・レイリア           | ポルトガルの旗   | 2001年4月14日  | 2002年1月20日  | 29   | 15   | 8    | 6    | 051.72 |
| ポルト                       | ポルトガルの旗   | 2002年1月23日  | 2004年5月26日  | 124  | 90   | 21   | 13   | 072.58 |
| チェルシー                   | イングランドの旗 | 2004年6月2日   | 2007年9月20日  | 185  | 124  | 40   | 21   | 067.03 |
| インテル                     | イタリアの旗     | 2008年6月2日   | 2010年5月28日  | 108  | 67   | 26   | 15   | 062.04 |
| レアル・マドリード           | スペインの旗     | 2010年5月31日  | 2013年6月2日   | 177  | 127  | 28   | 22   | 071.75 |
| チェルシー                   | イングランドの旗 | 2013年6月3日   | 2015年12月17日 | 136  | 80   | 29   | 27   | 058.82 |
| マンチェスター・ユナイテッド | イングランドの旗 | 2016年5月27日  | 2018年12月18日 | 144  | 84   | 32   | 28   | 058.33 |
| トッテナム・ホットスパー     | イングランドの旗 | 2019年11月20日 | 2021年4月19日  | 86   | 44   | 19   | 23   | 051.16 |
| ASローマ                     | イタリアの旗     | 2021年7月1日   | 2024年1月16日  | 138  | 68   | 31   | 39   | 049.28 |
| フェネルバフチェSK           | トルコの旗       | 2024年6月2日   |                |      |      |      |      |        |
| 合計                         | 合計             | 合計           | 合計           | 995  | 633  | 204  | 158  | 063.62 |

## タイトル
FCポルト
- スーペル・リーガ：2回 (2002-03, 2003-04)
- タッサ・デ・ポルトガル：(2002-03)
- スーペルタッサ (2003)
- UEFAカップ：(2002-03)
- UEFAチャンピオンズリーグ：(2003-04)

チェルシー
- プレミアリーグ：3回 (2004-05, 2005-06, 2014-15)
- FAカップ：(2006-07)
- リーグカップ：3回 (2004-05, 2006-07, 2014-15)
- FAコミュニティ・シールド：(2005)

インテル
- セリエA：2回 (2008-09, 2009-10)
- スーペルコッパ・イタリアーナ：(2008)
- コッパ・イタリア：(2009-10)
- UEFAチャンピオンズリーグ：(2009-10)

レアル・マドリード
- プリメーラ・ディビシオン：(2011-12)
- コパ・デル・レイ：(2010-11)
- スーペルコパ・デ・エスパーニャ：(2012)

マンチェスター・ユナイテッド
- FAコミュニティ・シールド：(2016)
- リーグカップ：(2016-17)
- UEFAヨーロッパリーグ：(2016-17)

ASローマ
- UEFAヨーロッパカンファレンスリーグ: (2021-22)

## 個人タイトル
- Portuguese Liga Manager of the Year (2002-03, 2003-04)
- Premier League Manager of the Year (2004-05, 2005-06)
- プレミアリーグ月間最優秀監督：3回（2004年11月、2005年1月、2007年3月）
- Serie A Manager of the Year (2009, 2010)
- Albo Panchina d'Oro Coach of the Year (2010-11)
- Miguel Muñoz Trophy for Best Coach of the Year (2010-11)
- UEFA Manager of the Year (2002-03, 2003-04)
- UEFA Team of the Year Coach of the Year (2003, 2004, 2005, 2010)
- BBC Sports Personality of the Year Coach Award (2005)
- La Gazzetta dello Sport Men of the Year (2010)
- Onze d'Or Best Coach (2005)
- FIFA Ballon d'Or Best Coach (2010)
- IFFHS World's Best Club Coach of the Year (2004, 2005, 2010)
- World Soccer Magazine World Manager of the Year (2004, 2005, 2010)
- International Sports Press Association Best Manager in the World (2010)
- CNID Best Portuguese Manager in Foreign Countries (2008-09, 2009-10)

## 戦術
対戦相手によって様々なフォーメーションを使いこなすが、サイドを広く使い攻撃的といわれる4-3-3を最も好んでいる。基本的に4-3-3を適用しているが、チェルシー時代は中盤を省略して素早く前線にボールを送るカウンター寄りの戦術がよく見られたために、彼の意思に反して「守備的なチーム」と言われていた。また、このカウンター戦術は彼の好みではなかったということで、インテル就任時に「トライアングルを作ってパスを回すサッカーをしたい」とも語った。選手を固定せず 自身のフォーメーションに合わない場合は変更に躊躇のない信念の強さを持っている。一試合を通して彼の経験からハードワークをする選手、チームの為に隙を与えない徹底的に攻守に貢献しようと実行する選手を好む（例えば中盤の全選手に攻撃色の強い選手を並べる様な事はしない為、中盤にはマケレレやマティッチ、カンビアッソやケディラといった守備色の強い選手を起用している）。特にオフ・ザ・ボール(ボールを持っていない時)の選手の動きに重点を置いている。マスコミやメディアを利用したり相手チームの輪を乱すものを挑発するなどして試合を円滑に進めるためには手段を選ばないところにも注目である。ポルト大学のビトール・フラデ教授が1980年代初期に提唱した戦術的ピリオダイゼーション理論（PTP理論）を取り入れており、綿密な分析を基に周到な戦術を駆使することで知られる。選手起用においては、シーズンを通しての出場時間数や怪我の有無といった一般的な判断材料から、試合時間別の成績とプレーの精度、体脂肪のベスト数値などの細かいデータを参考としている。ただし結果が出るのは2年目までで2016年現在、2回率いたチェルシーやレアルで3年目に物事が瓦解したのも、当面の戦いに勝つ事に集中しがちで長期的なプランを描くのは二の次である。また、本人は否定するものの、グアルディオラやマウリシオ・ポチェッティーノとは違い、ユースから上がってきた若手の育成や登用には消極的でもある。

## リーダーシップ
サッカーの監督には、信念や我の強さが求められることも多分にあり、それは、選手たちを引き付けるリーダーシップにもつながる。ジョゼ・モウリーニョはこの点において最も注目を集める監督のひとりである。また、モウリーニョはプロ経験がなく通訳としてプロチームのスタッフの一員となった。こうしたキャリアをもって欧州有数の監督になったことからも、監督としての手腕やリーダーシップが注目されることが多い。そのリーダーシップが功を奏してか、サッカーやスポーツに関連のないテレビCMにも出演している。アメリカの企業のアメリカン・エキスプレス社はテレビでのCMに、勝利に対する姿勢を表す人物としてモウリーニョを起用している。また2014年には、イギリスの車のメーカーのジャガーから特定の車種のアンバサダーに就任したこともあり、こちらでもCMにも起用されている。
自身の監督像としては、「寡黙、モチベーター、指導者、方法論者、心理学者これら全てであらなければいけない」としており、実際チェルシー時代には何が選手達にとって心が燻られるのかを目星をつけていたという。
モウリーニョは対戦相手のプレースタイル、中心選手の長所・短所など細かい点についてまで事前に調べて試合前の練習において試合を想定した練習をする。チェルシーにおいてモウリーニョの下でプレーしたディディエ・ドログバは、ポルトガルの新聞「コレイオ・ダ・マーニャ」のインタビューで「外科手術で体を開いて説明するように、監督がベンチでこれからピッチで起こることを説明した。ときとして、その通りの試合展開となった。まるで監督には未来が見えているようだった。」と話した。
モウリーニョはチームを率いる際に複雑性をテーマにしている。複雑性とはフランスの哲学者、エドガール・モランが提唱した言葉である。この言葉は「部分部分にあるものがすべてである。つまり、全体を理解できなければ、結局部分を理解することはできない。逆もしかりである。」ということを表している。モウリーニョの複雑性の考えは、練習においても表れる。サッカーの練習の現場では試合で起こる状況を考慮しない練習が行われることも多い。しかし、モウリーニョは練習では必ず試合の場面を想定した練習を行い、選手には実際の試合を体験させている。試合前の練習では必ず敵方を用意する。また、モウリーニョは選手には常にプロフェッショナルであることを求める。それは試合や練習以外のときでも同じで、休養日に家にいるときでもプロ意識を要求している。一方で、私生活が充実して初めて選手としての職業が成り立つことも理解している。FCポルトで監督を務めていたときに、MFのデコの心身の疲労を察したモウリーニョは「ブラジルに2、3日戻って来い」と言って選手にリフレッシュすることを指示した。
記者会見では常に自信に満ち溢れた態度で記者たちに接し、時には傲慢な態度を取っていると受け取られることがある。チェルシーに就任した際の記者会見では、イングランドのメディアに対して「私のことを横柄だとか尊大だとか言って揶揄しないでほしい。私はCL優勝を果たした監督だ。ならば私は“特別な存在”であるということだと思う」と話している。しかし、チームにいるときにはチームに寄り添っていて、試合に負けたときなどにはロッカールームで選手にきつく当たることもあるが、それを外側に発信することはしない。このようなことから、記者会見での不遜な態度はチームを守る盾になるために演じているのではという見方もある。2009-10シーズンにインテルを率いていた際には年末の休暇を挟んでチームはパフォーマンスを低下させていた。ここで、モウリーニョはメディアの関心を一手に引き受けて、マスコミやファンのプレッシャーから選手を隔離することでチームを立て直している。一方で、モウリーニョのメディアに対する対応は計算されたものではなく、モウリーニョの人間性から来るものだという見方もある。スペインのスポーツ新聞で『マルカ』に次ぐ発行部数を誇る『アス』の編集長を務めるアルフレッド・レナーニョは「モウリーニョの振る舞いや言動は彼のエキセントリックな性格によるものだろう。彼は生来そういう類の人間なんだ。」と語っている。また、レアル・マドリードの指揮以降は選手を批判することも多くなっている。
上記のことからレアル・マドリード時代はイケル・カシージャスやセルヒオ・ラモスらと一時険悪な状態になった。またチェルシー時代もフアン・マタやケヴィン・デ・ブライネ、モハメド・サラー、ダヴィド・ルイスらとうまくいかず放出するに至っている。マンチェスター・ユナイテッドに場所を変えてもそこは揺るがず、マタとは関係を修復したものの、バスティアン・シュヴァインシュタイガー（後に改善）、ルーク・ショー、ポール・ポグバらを突き放す発言をした。

## 人物
- 家庭では二児の父で、夫人はアンゴラ出身。FCポルトでのチャンピオンズリーグ決勝試合直前、彼のチェルシーFC移籍が決定的となっていたことに起因し、ポルトの一部のサポーターから家族ぐるみで脅迫を受けるという災難に見舞われている[67]。試合後、優勝セレモニーに加わらず足早にピッチを後にしたのは、その脅迫に対しての抗議行動であり、何より家族を案じていたからだというエピソードがある。故郷のクラブのヴィトーリア・セトゥーバルのファンである。

- コーチの前には通訳としての経歴を持ち、6言語（ポルトガル語、イタリア語、スペイン語、カタルーニャ語、英語、フランス語）を流暢に操る。

- ボビー・ロブソンとはFCポルト、バルセロナで共に仕事をした経験があり、師弟関係にあった。ロブソンの訃報の際はインテルの公式HPを通して哀悼のコメントを寄せた[68]。また、ロブソンの死後に同氏の基金が主催するがん撲滅チャリティーオークションに、自身が2010年に受賞したFIFA（国際サッカー連盟）年間最優秀監督賞のトロフィーを出品している[12]。

- 率いたチームが好成績を出す事で多くの信頼を勝ち得ている一方、自信過剰とも取れる発言や、特定の選手を名指しで批判したり、相手チームに対して挑発的な発言など、過激な言動が多い事から、どこのクラブでも何名かの選手と確執を起こしてしまう。特に就任1年目などでは、前監督時代に中心だった選手でも自分の戦術に不向きである場合、徹底して冷遇する事もあるため、当該選手やサポーターから反感を買う事も少なくなかった。しかし最終的にはチームの成績で黙らせてしまう場合も多かった。

- スペイン『Veo7』の取材で将来的なイングランドのプレミアリーグへの復帰を仄めかす（2013-14シーズンからチェルシーの監督に復帰している）と同時に、ポルトガル代表の監督になることを最終目標としていると語った[69]。
- 出身地のセトゥーバルは漁業が盛んな街だが本人は魚より肉の方が好みであり、日本食では特に和牛料理が好物とのこと[70]。

## リーグ戦ホーム無敗記録
モウリーニョはホームでの国内リーグ戦において150試合連続無敗記録を残した（国内カップ戦、UEFAチャンピオンズリーグなどの国際大会においてはホームで敗北がある）。途中就任したシーズンである2001-02シーズンの2002年2月23日に行われたSCベイラ・マルとの試合で敗れたのを最後に、2011年4月2日に行われたスポルティング・デ・ヒホンに敗れるまで9年間にわたってリーグ戦ホーム無敗記録を続けた。以下はその9年間の内容である。
| クラブ             | 成績           | シーズン                        | 備考                                            |
| ------------------ | -------------- | ------------------------------- | ----------------------------------------------- |
| FCポルト           | 38試合36勝2分  | 2001-02,2002-03,2003-04         | ※2001-02シーズンは途中就任のため4試合のみ。     |
| チェルシー         | 60試合46勝15分 | 2004-05,2005-06,2006-07,2007-08 | ※2007-08シーズンは途中解任されたため6試合のみ。 |
| インテル           | 38試合29勝9分  | 2008-09,2009-10                 |                                                 |
| レアル・マドリード | 14試合14勝     | 2010-11                         |                                                 |

## 語録
- 「我々チェルシーには最高の選手たちがいる。そして今、傲慢に聞こえたら許して欲しいが、最高の監督を手に入れた」
- 「私はヨーロッパチャンピオンである。私は特別な存在（Special One）だ」[72] ―チェルシー監督就任記者会見で
- 「彼の言うとおりだ。現に昨シーズン、私の指揮するポルトがその10倍もの予算のマンチェスター・ユナイテッドを破ったのだから」 ―資金が潤沢だからといって勝てるとは限らない、というマンチェスターU監督ファーガソンの挑発を受けて
- 「FCバルセロナは100年もの歴史の中でまだ1回しかヨーロッパチャンピオンになったことが無い。私はそれをたった1年で成し遂げた。さて、ライカールト監督は？」 ―2004-05シーズン、古巣バルセロナとの対戦を前に
- 「私は常に勉強している。あなた方はいつも時代遅れだ」 ―英国メディアに対して
- 「相手チームの感情など知ったことではない。私はチェルシーを勝たせるためにやってきた」
- 「ベンゲルはチェルシーの覗き魔だ」[73] ―アーセナル監督、アーセン・ベンゲルとの舌戦。なお後日「流石に言い過ぎた」と謝罪
- 「教えは請うがCL（UEFAチャンピオンズリーグ）の決勝を0-4で負ける方法は知りたくない」[74] ―ヨハン・クライフが2005-06シーズンのチェルシーを「結果主義」と批判したことに対して述べたもの。クライフが1993-94シーズンのチャンピオンズリーグ決勝で0-4の大敗を喫した事を絡めた皮肉
- 「まずクラブに大事なのは、メンバーをできるだけ自国の選手で賄う事。その国の選手で賄えない時に他の選択肢を考えるべきだ。だから今クラブに必要だとされる自国出身の選手がいれば、その選手を是が非でも獲得しなければならない」 ―自身の「クラブ強化の理想」を問われて
- 「優勝した昨シーズンよりも選手たちを誇りに思っている。彼らは素晴らしいパフォーマンスを見せてくれたヒーローだからだ。」 ―2006-07シーズンの三連覇を逃したアーセナル戦の後に
- 「来シーズンのチャンピオンズ・リーグで是非ともチェルシーと対戦したい。もし実現したら、何としてでも倒してみせるよ」 ―2007-08シーズン。事実上解任された古巣チェルシーへ復讐ともとれるコメント（実際に2009-10シーズンにインテルの監督としてチェルシーと決勝トーナメント1回戦で対戦し、勝利している）。
- 「私は特別なクラブに来た。偉大な監督になる目標を忘れることはないが、特別な人間にはなりたくない。私はジョセ・モウリーニョになりたいだけであって、いつも同じように情熱を持って、モチベーション高くやりたいだけだよ」 ―インテル・ミラノ監督就任会見にて。
- 「我々は強いチームを作り上げているし、新戦力を何人も獲得する必要はない。私は量より質を重視する。私は革命家ではなく、何かを革命したいとも思わない。私はとても明確な考えを持っている一人の人間にすぎない。これは大事なことだと、私は思っている。私の人生哲学はサッカー哲学に似ている。それは正直、率直、明確、そして野心的であるべきということ。私はこれらの特徴を絶対に失いたくない」―自身の「サッカー哲学」についてのコメント
- 「この試合に選手として出場できなかったのは、私の人生で最大の損失だ。この試合でプレーするには強い精神力が必要になるだろうが、選手たちと同様、私も血を流して戦っていたと思う。」[75]－UEFAチャンピオンズリーグ2009-10・準決勝・FCバルセロナ戦終了後のコメント。インテル・ミラノを決勝に導く。
- 「インテルはイタリアのチームだが、先発にイタリア人はいなかった。それでも私たちはイタリアの文化を持ったチームだし、イタリアのサッカーを披露できたことを誇りに思う。この勝利は重要である。イタリアはこれで代表は世界王者であり、クラブでも欧州の頂点に立った。最高の気分だし、私も少しは貢献できたかと思うと誇らしい。」[76]－UEFAチャンピオンズリーグ2009-10・決勝戦後の優勝記者会見にて。
- 「私がレアル・マドリーを率いるために、この世に生を受けたかは分からない。ただ、フットボールの監督をするために生まれたのは確実だ。私は挑戦が好きなんだ。」[77]－レアル・マドリード監督就任会見時のコメント
- 「グアルディオラはハゲている。彼はサッカーを楽しんでいない」－2014年にスイスのニヨンで開催されたエリートクラブ監督フォーラムにて。[78]
- 「私は自分が世界一の監督だとは思わない。しかし、私以上の監督がいるとも思わない。」―『ガゼッタ』のインタビューより―
- 「私が初めて監督業に就いたのは2000年だが、その前にはビッグクラブで偉大な監督たちのアシスタントを務めていた。30歳の頃にはバルセロナでロナウドも指導した。あいつではなく、本物の方。ブラジルのロナウドだ。」― 古巣レアル・マドリードのFW、クリスティアーノ・ロナウドへの皮肉ともとれる発言。
- 「『本物のロナウド』と言ったのは、彼（ブラジルのロナウド）が一人目だからだ。本物のミュラーは誰かと聞かれれば、私はトーマス・ミュラーではなくゲルト・ミュラーと答えるだろう。後者がより年長で、最初だからだ」― 上記の発言に対する弁明。
- 「私の言葉が誤解されないことを願うが、キャリアの中で、唯一深い愛情を抱かないクラブはトッテナムだ。私が指揮した期間は新型コロナウイルスの影響でスタジアムが空席だったからね。そして（会長のダニエル）レヴィが多くのものを与えてくれなかったし、決勝戦で勝ってトロフィーを掲げさせてくれなかったからだ」[79]― ポルト就任以降、唯一無冠で去ったトッテナムに対する恨み節。

## 関連人物
- ルイ・ファリア - モウリーニョの下で10年間主にフィジカルコーチを務めている。モウリーニョからは「私の右腕」[80]と言われる。
- アンドレ・ヴィラス・ボアス - モウリーニョの下でアシスタントコーチを務め、後にチェルシーFC監督に就任した。現在はオリンピック・マルセイユ監督。
- シウビーノ・ロウロ - モウリーニョの下で長年GKコーチを務めている。
- ジョゼ・モライス - モウリーニョが率いたいくつかのチームでコーチを務めており、現在もチェルシーFCのアシスタントコーチのうちの一人。
- バルテマール・ブリトー - ウニオン・レイリア、ポルト、チェルシーでコーチとしてモウリーニョと共に働いた。
- ブレンダン・ロジャーズ - 第1期チェルシー時代に下部組織の監督を務めていた。元リヴァプールFC監督。

## 著書
- 『ジョゼ・モウリーニョ 「KING OF 監督」誕生ストーリー』講談社（2006年）
- 『モウリーニョ どうしてこんなに勝てるのか?』講談社（2007年）